# Paweł Szczęśliwy
Paweł Szczęśliwy (zm. 1610) – polski architekt pochodzenia włoskiego, przedstawiciel renesansu.
Od 1582 Paweł Szczęśliwy był mistrzem cechu murarzy we Lwowie.
Hetman wielki koronny Stanisław Żółkiewski w testamencie spisanym 12 stycznia 1606 w Bracławiu wymienił imię Pawła budownika, który ma wznieść kościół w Żółkwi.

## Galeria

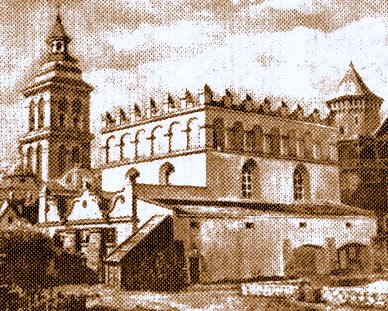
Synagoga „Złota Róża”
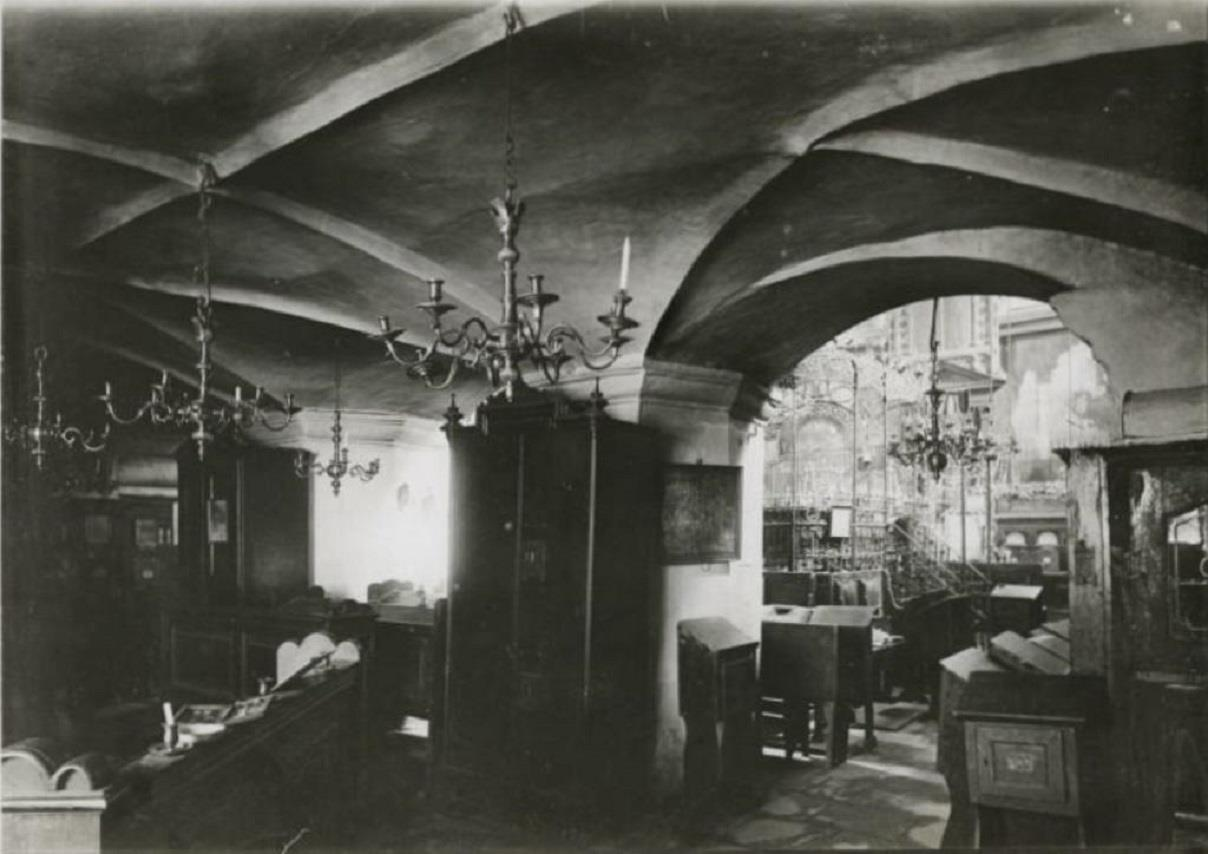
Wnętrze synagogi „Złota Róża”
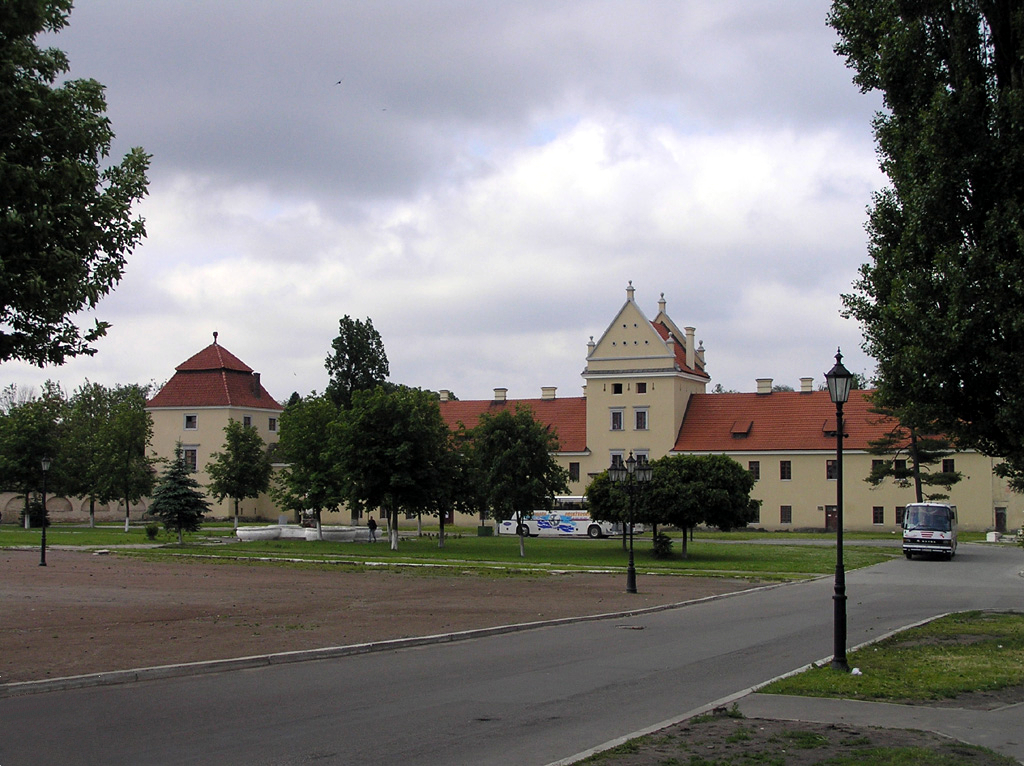
Fasada zamku
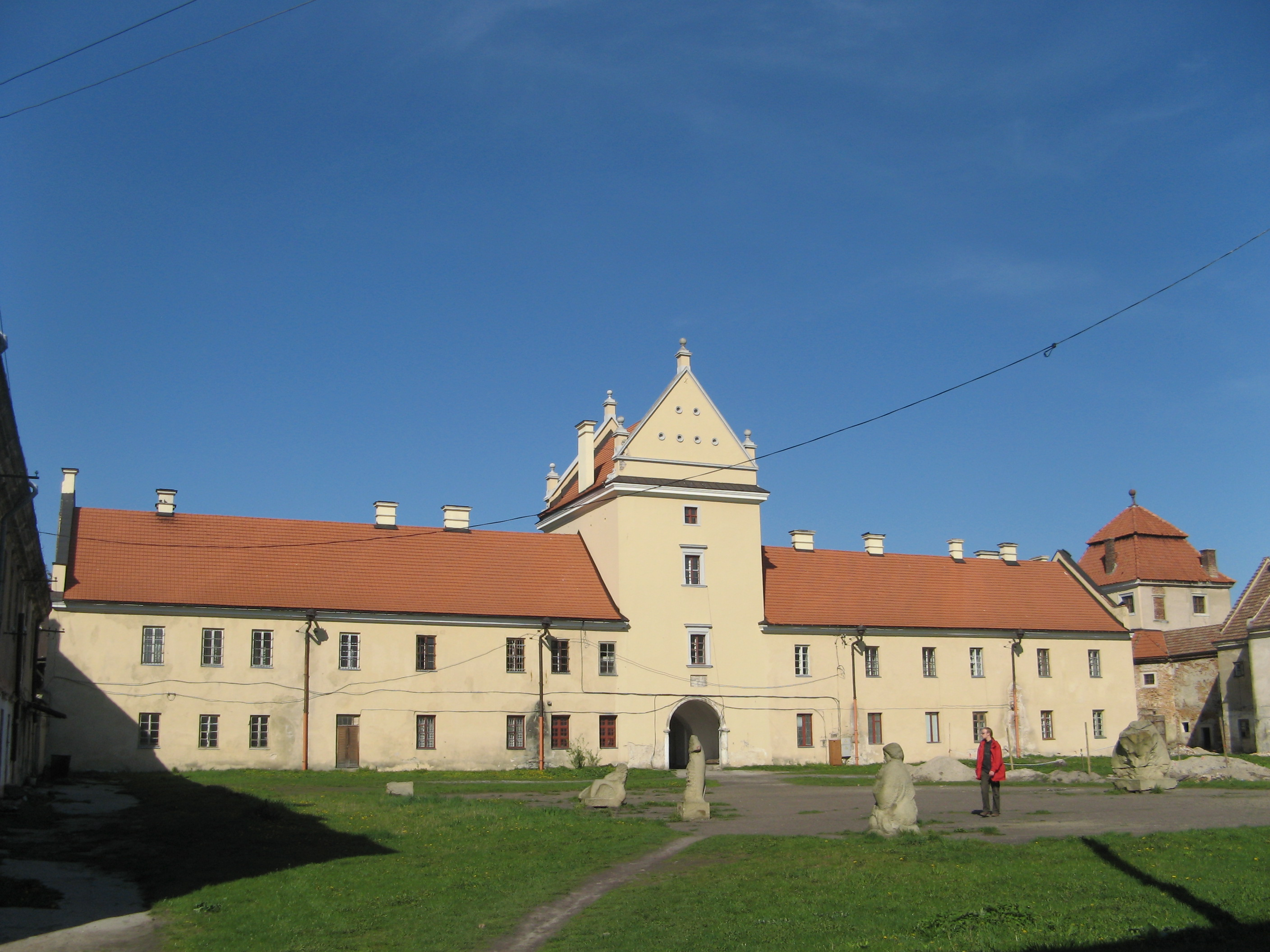
Dziedziniec zamkowy
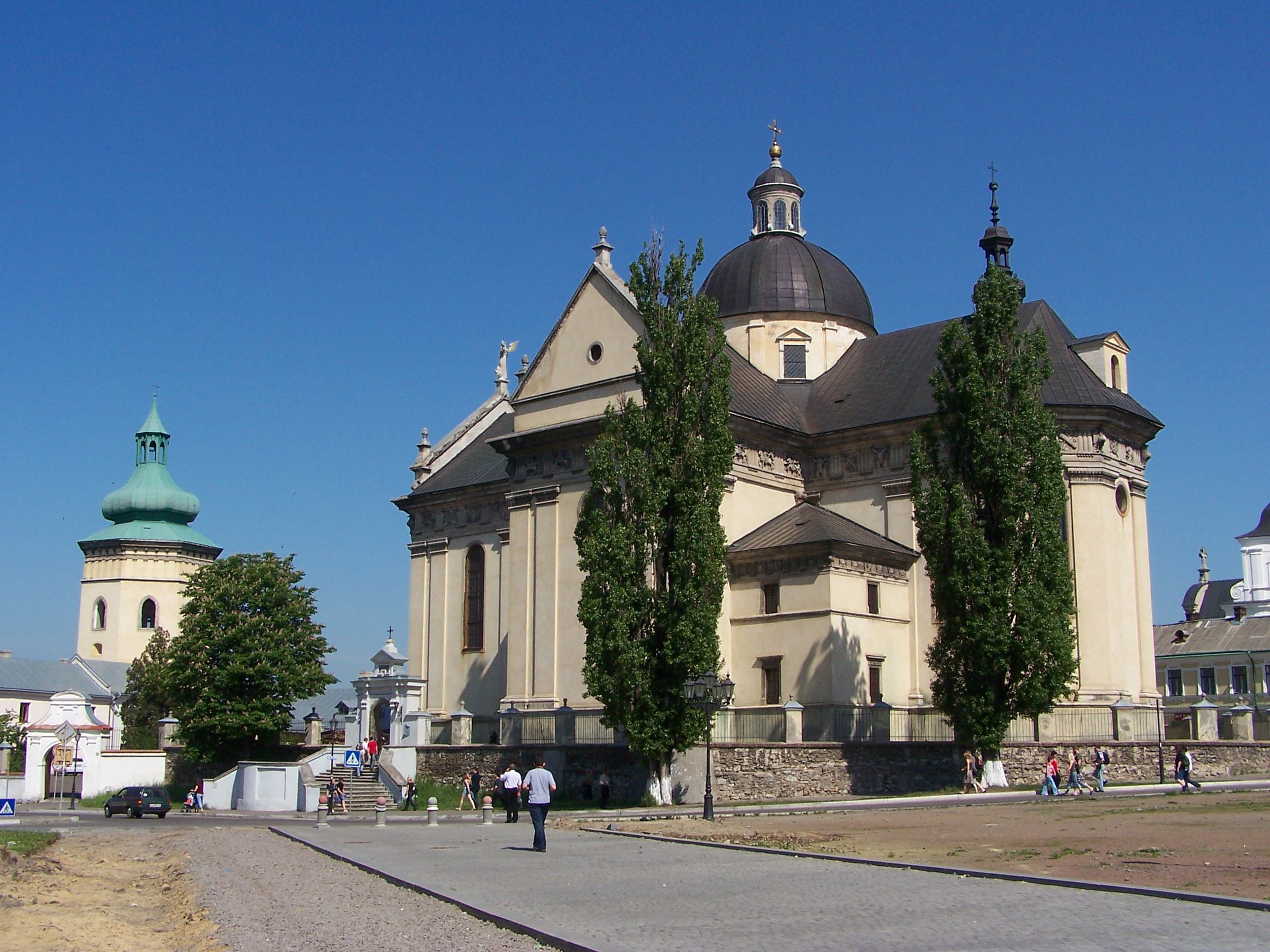
Żółkiew - Kolegiata pw. św. Wawrzyńca